# Bumper Tormohlen
Eugene R. Tormohlen, detto Bumper (Holland, 12 maggio 1937 – Spring Hill, 27 dicembre 2018), è stato un cestista e allenatore di pallacanestro statunitense, professionista nella ABL e nella NBA.

## Carriera
Venne selezionato dai Syracuse Nationals al secondo giro del Draft NBA 1959 (11ª scelta assoluta).

## Palmarès

### Giocatore
- Campione ABL (1963)